# Liste der pfälzischen Lokomotiven und Triebwagen
In der Liste der pfälzischen Lokomotiven und Triebwagen sind die Lokomotiven und Triebwagen der Pfälzischen Eisenbahnen, kurz Pfalzbahn genannt, und des linksrheinischen (d. h. pfälzischen) Netzes der Königlich Bayerischen Staatseisenbahnen aufgeführt. Die Pfälzischen Eisenbahnen waren eine Betriebsgemeinschaft dreier rechtlich selbstständiger Bahngesellschaften, nämlich der Pfälzischen Ludwigsbahn, der Pfälzischen Maximiliansbahn-Gesellschaft und der Gesellschaft der Pfälzischen Nordbahnen. Die Verstaatlichung der Pfalzbahn erfolgte zum 1. Januar 1909, sie wurde in die Königlich Bayerischen Staatseisenbahnen eingegliedert.
Lokomotiven des rechtsrheinischen bayerischen Netzes, die nach der Verstaatlichung gelegentlich zur Behebung von Lokmangel in die Pfalz überwiesen wurden, sind in der Liste nicht enthalten.

## Bezeichnung der Lokomotiven
Die pfälzischen Lokomotiven wurden fortlaufend nummeriert sowie mit einem Namen versehen. Durch Ausmusterung freiwerdende Nummern wurden an neugelieferte Lokomotiven wiedervergeben. Für Schiffsbrücken-, Sekundärbahn- und Schmalspurlokomotiven wurde ein eigener Nummernkreis mit römischen Zahlen verwendet.
Die Vergabe von Namen wurde 1904, da der Verkauf an den bayerischen Staat bevorstand, eingestellt. Lediglich vier danach gelieferte Lokomotiven – drei P 4 und eine L 1 – erhielten noch Namen. Als Namensgeber wurden zumeist Städte, Burgen, Flüsse und Berge aus der Pfalz gewählt. Episode blieb die Verwendung von Namen aus der Sage des klassischen Altertums. Die besondere Bedeutung der Schnellzuglokomotiven wurde dadurch betont, dass sie die Namen bayerischer Regenten sowie bedeutender Persönlichkeiten der bayerischen Regierung und der Leitung der Pfalzbahn trugen.
Die Einführung von Gattungsbezeichnungen erfolgte bei der Pfalzbahn erst 1898. Es wurden vier Hauptgruppen gebildet:
- P – Personen- und Schnellzuglokomotiven (auch Tenderlokomotiven für diese Dienste)
- G – Güterzuglokomotiven
- T – Tenderlokomotiven (für gemischten Dienst)
- L – Schmalspurlokomotiven (für Lokalbahnen)

Dem Gattungsbuchstaben folgte eine arabische Ziffer zur Unterscheidung der einzelnen Bauarten. Mit einer hochgestellten römischen Ziffer bezeichnete man Unterbauarten. Die pfälzischen Gattungsbezeichnungen wurden nur auf dem Papier geführt und nicht an den Lokomotiven selbst angeschrieben.
Mit der Übernahme des pfälzischen Netzes durch die Bayerische Staatsbahn zum 1. Januar 1909 wurde deren Bezeichnungssystem für neue Lokomotiven übernommen. Ältere Lokomotiven behielten jedoch ihre Gattungsbezeichnung. Die für das pfälzische Netz neu gebauten Lokomotiven erhielten weiterhin an die Nummernreihe der Pfalzbahn anschließende Nummern.

## Dampflokomotiven

### Lokomotiven der Anfangszeit für alle Zugarten
| Gattung | Bahnnummern | Anzahl | Baujahr(e) | ausgem. bis | Bauart | Bemerkungen                                                              | Bild |
| ------- | ----------- | ------ | ---------- | ----------- | ------ | ------------------------------------------------------------------------ | ---- |
| ohne    | 1–8         | 8      | 1846–1847  | 1879        | 1A1 n2 | Personenzuglokomotiven, geliefert von Kessler und Maffei                 |      |
| ohne    | 9–20        | 12     | 1846–1847  | 1895        | 1B n2  | Güterzuglokomotiven, geliefert von Kessler, Maffei und Regnier (Belgien) |      |
| ohne    | 21          | 1      | 1851       | 1879        | 1A1 n2 | Personenzuglokomotive KOENIG LUDWIG, mit Kesslerschem Patent-Birnkessel  |      |

Keine der Lokomotiven wurde mehr auf eine Betriebsnummer der Deutschen Reichsbahn umgezeichnet.

### Personen- und Schnellzuglokomotiven
| Gattung | Bahnnummern            | DR-Nummern        | Anzahl | Baujahr(e) | ausgem. bis | Bauart       | Bemerkungen                                                                                     | Bild |
| ------- | ---------------------- | ----------------- | ------ | ---------- | ----------- | ------------ | ----------------------------------------------------------------------------------------------- | ---- |
| ohne    | 26–29                  |                   | 4      | 1853       | 1892        | 2A n2        | Eilzuglokomotiven Bauart Crampton, geliefert von Maffei (Nrn. 26–29) und Esslingen (Nrn. 36…63) |      |
| ohne    | 36–41, 46–49, 60–63    |                   | 14     | 1855–1863  | 1896        | 2A n2        | Eilzuglokomotiven Bauart Crampton, geliefert von Maffei (Nrn. 26–29) und Esslingen (Nrn. 36…63) |      |
| P 1I    | 88–95, 118–138         | (34 7401–34 7402) | 29     | 1870–1874  | 1924        | 1B n2        |                                                                                                 |      |
| P 1II   | 154–159                | (34 7451)         | 6      | 1876       | 1924        | 1B n2        |                                                                                                 |      |
| P 1III  | 1"…28", 160–161        | (34 7411–34 7415) | 9      | 1880–1884  | 1924        | 1B n2        |                                                                                                 |      |
| P 2I    | 26"…63", 188–193       | (35 7001–35 7020) | 22     | 1891–1896  | 1924        | 1'B1 n2      |                                                                                                 |      |
| P 3I    | 93", 119", 221–230     | 14 101–14 105     | 12     | 1898–1904  | 1926        | 2'B1' n2     | urspr. nur mit Innenzylindern; 1913/14 in 2'B1' n4v umgebaut                                    |      |
| P 3II   | 263                    | (14 121)          | 1      | 1900       | 1924        | 2'(a)B1' n2v | Schnellzuglokomotive DR. v. CLEMM; anhebbare Vorspannachse 1902 ausgebaut                       |      |
| P 4     | 133", 286–291, 302–305 | (14 151–14 161)   | 11     | 1905–1906  | 1925        | 2'B1' h4v    | urspr. mit Pielock-Überhitzer, ab 1908 zu 2'B1' n4v rückgebaut                                  |      |
| S 3/6   | 341–350                | 18 425–18 434     | 10     | 1914       | 1950        | 2'C1' h4v    | sog. Pfälzer S 3/6, mit kürzerem Achsstand als die bayerischen Lokomotiven                      |      |

### Güterzuglokomotiven
| Gattung | Bahnnummern             | DR-Nummern        | Anzahl | Baujahr(e) | ausgem. bis  | Bauart  | Bemerkungen | Bild |
| ------- | ----------------------- | ----------------- | ------ | ---------- | ------------ | ------- | --- | ---- |
| G 1I    | 22–25                   |                   | 4      | 1853       | ca. 1887     | 1B n2   | Güterzuglokomotiven, geliefert von Maffei; Gattungsbezeichnungen fragwürdig, da Lokomotiven zum Zeitpunkt der Einführung bereits ausgemustert                     |      |
| G 1II   | 30–35, 42–45            |                   | 10     | 1855       | ca. 1897     | 1B n2   | Güterzuglokomotiven, geliefert von Maffei; Gattungsbezeichnungen fragwürdig, da Lokomotiven zum Zeitpunkt der Einführung bereits ausgemustert                     |      |
| G 1III  | 50–59, 64–69            |                   | 16     | 1859–1867  | ca. 1902     | 1B n2   | Güterzuglokomotiven, geliefert von Maffei; Gattungsbezeichnungen fragwürdig, da Lokomotiven zum Zeitpunkt der Einführung bereits ausgemustert                     |      |
| G 1IV   | 74–87                   |                   | 14     | 1869–1870  | ca. 1906     | B n2    | |      |
| G 2I    | 6"…12", 96–117, 139–151 | (53 7801–53 7821) | 41     | 1871–1876  | 1924         | C n2    | Nachbau der bayer. C III; 7 Lok 1920 an die Saareisenbahnen, dort bis 1927 ausgemustert                                                                           |      |
| G 2II   | 9"…25", 162–176         | (53 7991–52 8009) | 22     | 1884–1892  | 1924         | C n2    | ähnlich bayer. C IV Zw; 2 Lok 1920 an die Saareisenbahnen, dort bis 1927 ausgemustert                                                                             |      |
| G 3     | 30"…72", 187–188        | (55 7001–55 7006) | 6      | 1887–1888  | 1924         | D n2    | aus Konkursmasse der Sveriges & Norges Järnvägar bei Sharp, Stewart & Co. gekauft, 1892 in Betrieb; baugleich mit bad. VIIIb                                      |      |
| G 4I    | 209–220, 231–245        | 55 7201–55 7215   | 27     | 1898–1899  | 1926         | D n2    | 12 Lok 1920 an die Saareisenbahnen |      |
| G 4II   | 198–199                 | (55 7102)         | 2      | 1896       | 1923         | B'B n4v | Gelenklokomotive Bauart Mallet, baugleich mit bayer. BB I |      |
| G 4III  | 200–201                 |                   | 2      | 1896       | 1920 an SAAR | 1'D n4v | Vierzylinder-Verbundtriebwerk Bauart Sondermann, baugleich mit bayer. E I; 1900 in 1'D n2 umgebaut; beide 1920 an die Saareisenbahnen, dort bis 1927 ausgemustert |      |
| G 5     | 74"…87", 292–301        | 55 5901–55 5922   | 24     | 1905–1906  | 1930         | D n2v   | |      |
| G 3/3   | 1"'–4"'                 | (53 501–53 504)   | 4      | 1914       | 1924         | C n2v   | von Maffei für Marokko gebaut, 1919 für das pfälzische Netz angekauft                                                                                             |      |

### Tenderlokomotiven
| Gattung | Bahnnummern               | DR-Nummern        | Anzahl | Baujahr(e) | ausgem. bis | Bauart    | Bemerkungen                                                                                             | Bild |
| ------- | ------------------------- | ----------------- | ------ | ---------- | ----------- | --------- | --- | ---- |
| ohne    | 70–73                     |                   | 4      | 1868       | 1893        | B n2t     | für die Ludwigshafener Rheinbrücke, geliefert von Krauss                                                |      |
| P 2II   | 88"…95", 260–262, 264–284 | 73 001–73 028     | 31     | 1900–1902  | ca. 1932    | 1'B2' n2t | Nachbau der bayer. D XII; 3 Lok 1920 an die Saareisenbahnen, dort bis 1932 ausgemustert                 |      |
| P 5     | 310–321                   | 77 001–77 012     | 12     | 1908       | 1951        | 1'C2' n2t | von der Staatsbahn auf Heißdampf umgebaut                                                               |      |
| T 1     | 15"…73", 177–186          | 88 7301–88 7321   | 31     | 1892–1897  | 1936        | B n2t     | |      |
| T 2I    | I–VIII                    | (88 7001–88 7003) | 8      | 1865–1874  | 1924        | B n2t     | für die Schiffsbrücken bei Maximiliansau und Speyer; Nrn. VII und VIII 1879 an Baden verkauft (bad. Ib) |      |
| T 2II   | VII"–X                    |                   | 4      | 1883–1884  | 1908        | B n2t     | Sekundärbahnlokomotiven für die Lautertalbahn Kaiserslautern–Lauterecken                                |      |
| T 3     | 13"…71", 202–208, 246–256 | 89 101–89 121     | 27     | 1889–1905  | 1953        | C n2t     | 6 Lok 1920 an die Saareisenbahnen, dort bis 1932 ausgemustert                                           |      |
| T 4I    | 44"…56", 194–197          | 98 651–98 657     | 7      | 1895–1897  | 1940        | C1' n2t   | Nachbau der bayer. D VIII                                                                               |      |
| T 4I    | 322–325                   | 98 681–98 684     | 4      | 1908       | 1940        | C1' n2t   | verstärkte Ausführung, Ersatz der T 2II auf der Lautertalbahn                                           |      |
| T 4II   | 257–259                   | 98 401–98 403     | 3      | 1900       | 1934        | C1' n2t   | Nachbau der bayer. D XI                                                                                 |      |
| T 5     | 306–309                   | 94 001–94 004     | 4      | 1907       | 1926        | E n2t     | für die Steilrampe Biebermühle–Pirmasens                                                                |      |
| D VIII  | 326–329                   | 98 685–98 688     | 4      | 1909–1910  | 1950        | C1' n2t   | Weiterbau der T 4I                                                                                      |      |
| Pt 3/6  | 330–338                   | 77 101–77 109     | 9      | 1911–1913  | 1952        | 1'C2' h2t | Weiterentwicklung der P 5 mit Überhitzer                                                                |      |
| Pt 3/6  | 401–410                   | 77 120–77 129     | 10     | 1923       | 1954        | 1'C2' h2t | Nachbestellung der Gruppenverwaltung Bayern                                                             |      |
| R 4/4   | 123"…159"                 | 92 2001–92 2007   | 9      | 1913–1915  | 1961        | D n2t     | 6 Lok 1920 an die Saareisenbahnen, dort bis 1931 ausgemustert                                           |      |

### Schmalspurlokomotiven
Die pfälzischen Schmalspurlokomotiven wurden für die folgenden in Meterspur angelegten Lokalbahnen beschafft:
- Ludwigshafen–Dannstadt–Meckenheim, 1890 eröffnet, 1955 in stillgelegt
- Ludwigshafen–Frankenthal–Großkarlbach, 1891 bis 1939 in Betrieb
- Alsenz–Obermoschel, 1903 bis 1935 in Betrieb
- Speyer–Geinsheim–Neustadt (Haardt), 1905 bis 1908 in zwei Teilabschnitten eröffnet, 1956 stillgelegt

| Gattung   | Bahnnummern     | DR-Nummern    | Anzahl | Baujahr(e) | ausgem. bis | Bauart | Bemerkungen                                                                 | Bild |
| --------- | --------------- | ------------- | ------ | ---------- | ----------- | ------ | --------------------------------------------------------------------------- | ---- |
| L 1       | XI–XXII, XXVIII | 99 081–99 092 | 13     | 1889–1907  | 1954        | C n2t  | vollverkleidete Trambahnlokomotive                                          |      |
| L 2       | XXIII–XXVII     | 99 001–99 005 | 5      | 1903–1905  | 1936        | B n2t  | für Alsenz–Obermoschel und Speyer–Geinsheim                                 |      |
| Pts 2/2   | XXX             | 99 011        | 1      | 1910       | 1930        | B h2t  | 1916 für das pfälzische Netz angekauft                                      |      |
| Pts 3/3 N | XXIX            | 99 093        | 1      | 1911       | 1957        | C n2t  | Nachbau der L 1                                                             |      |
| Pts 3/3 H | XXXI–XXXIII     | 99 101–99 103 | 3      | 1923       | 1957        | C h2t  | Bestellung der Gruppenverwaltung Bayern, teilverkleidete Trambahnlokomotive |      |

## Triebwagen
Die pfälzischen Triebwagen wurden im Wagenpark-Verzeichnis geführt und erhielten Wagennummern. Über die in untenstehender Tabelle aufgeführten Neubaufahrzeuge hinaus wurden 1896/97 zwei von einer Elektrofirma überlassene schmalspurige Akkumulatortriebwagen erprobt und zwischen 1897 und 1900 vier zweiachsige Personenwagen – davon einer mit zusätzlicher Mittelachse versehen – provisorisch zu Akkutriebwagen hergerichtet. Nach Anlieferung der Neubauwagen erfolgte der Rückbau zu Personenwagen. Der einzige Dampftriebwagen bewährte sich ebenso wie sein baugleiches bayerisches Gegenstück nicht.
| Gattung | Bahnnummern | DR-Nummern                                    | Anzahl | Baujahr(e) | ausgem. bis | Bauart     | Bemerkungen                                                                                                   | Bild |
| ------- | ----------- | --------------------------------------------- | ------ | ---------- | ----------- | ---------- | --- | ---- |
| ohne    | P. B. I–II  |                                               | 2      | 1898       | (1903)      | Bo'Bo' g2t | Akkutriebwagen für Meterspur, 1903 in Lokalbahnwagen BCL 9296–9297 umgebaut                                   |      |
| ohne    | P. B. III   |                                               | 1      | 1900       | 1910        | Bo g2t     | Akkutriebwagen für Meterspur                                                                                  |      |
| MC      | 3050, 5130  | Ludwigshafen 301–302 ab 1927: eaT 206         | 2      | 1900       | 1936        | A1A g2t    | Akkutriebwagen, Ludwigshafen 301 1927 in Personenwagen Ludwigshafen 48 360 (C3 Bay 00/27, Blatt L49) umgebaut |      |
| MBCC    | 8856–8859   | Ludwigshafen 207–210 ab 1927: eaT 207–eaT 209 | 4      | 1900–1902  | 1936        | Bo'2' g2t  | Akkutriebwagen                                                                                                |      |
| MBCL    | I           |                                               | 1      | 1903       | ca. 1915    | A1 n2v     | Dampftriebwagen Bauart Ganz-De Dion-Bouton, baugleich mit bayer. MBCi                                         |      |